# شورای عالی انقلاب فرهنگی
شورای عالی انقلاب فرهنگی (تأسیس ۱۹ آذر ۱۳۶۳) به ریاست رئیس‌جمهور یکی از نهادهای حاکمیتی جمهوری اسلامی ایران است که پس از انقلاب ۱۳۵۷ ایران با فرمان سید روح‌الله خمینی تشکیل شد. گسترش نفوذ فرهنگ اسلامی در شئون جامعه و تقویت انقلاب فرهنگی و اعتلای فرهنگ عمومی و تزکیه محیط‌های علمی و فرهنگی از افکار مادی و نفی مظاهر و آثار غرب‌زدگی از جمله اهداف این شورا است. ابتدا ستاد انقلاب فرهنگی تشکیل گردید که بعداً به شورای عالی انقلاب فرهنگی تغییر ماهیت داد. از فعالیت‌های این شورا در طی این سال‌ها می‌توان به محرومیت از تحصیل بهائیان، اسلامی کردن دانشگاه‌ها، بازنشسته کردن استادان دانشگاه، جداسازی جنسیتی، اسلامی سازی علوم انسانی، تهیه سند تحول بنیادین آموزش و پرورش و تغییرات گسترده در کتاب‌های آموزشی مدارس به دنبال آن، مخالفت با اجرای سند ۲۰۳۰ یونسکو، مخالفت با گسترش زبان انگلیسی و تغییرات در کنکور ۱۴۰۲ به بعد اشاره کرد.
در ۲۹ اسفند ۱۴۰۱، اتحادیه اروپا، شورای عالی انقلاب فرهنگی را به دلیل «نقض جدی حقوق بشر در ایران»، «نفرت‌پراکنی» علیه زنان و پخش اعترافات اجباری بازداشت‌شدگان در فهرست تحریم‌های خود قرار داد.

## پیشینه
روح‌الله خمینی در جمع اعضای ستاد انقلاب فرهنگی دستور می‌دهد برای بازگشایی دانشگاه‌ها، ستاد انقلاب فرهنگی سابقهٔ تک تک افراد را بازبینی کند و از اعضای ستاد می‌خواهد که «سازمانی» درست کنند که فعالیت‌های کلیه استادان و دانشجویان را زیر نظر داشته باشد.
او دستور داده بود که گروه‌هایی برای رسیدگی به سوابق معلم‌ها و استادان و دانشجویان، ایجاد شوند تا عده زیادی که چهره‌هایشان را از آنی که هستند برمی‌گردانند به یک چهره اسلامی شناسایی شوند و دانشگاه‌ها مرکز تجمع این افراد نشود.
وی عقیده داشت نباید به اظهارات و شهادت دادن معلمان به اسلام اکتفا بشود بله باید سوابق آن‌ها بررسی شود که:
این چطور آدمی بوده است؛ چکاره بوده است؛ در دانشگاه که بوده چه می‌کرده، چه درس می‌داده؛ چه جور برخورد می‌کرده با جوانها و چه توطئه‌ها داشته یا نداشته.
بعد هم که دانشگاه‌ها باز می‌شوند:
یک بازرسی‌هایی لازم است به اینکه در همه جا حاضر باشند؛ برای اینکه معلمین با دانشجوها چه جور برخورد دارند و غیر برنامه درسی شان چه حرفها آنجا هست؛ چه چیزها آنجا مطرح می‌کنند. اگر دیدند چیزهایی انحرافی است، اطلاع بدهند؛ و یک سازمانی باشد برای اینکه اگر هر یک از معلمین یک همچو کاری بخواهند بکنند، [بررسی] بشود.
خمینی در حکم خود به اعضای منتخب ستاد انقلاب فرهنگی به صراحت مسئولیت انتخاب استادان را به عهدهٔ این ستاد گذاشت خمینی همچنین در پیام نوروزی خود، در فروردین ۵۹ بر آن تأکید کرده و گفت:
باید انقلاب اسلامی در تمام دانشگاه‌های سراسر ایران به وجود آید. تا اساتیدی که در ارتباط با شرق یا غرب‌اند تصفیه گردند و دانشگاه محیط سالمی شود برای تدریس علوم عالی اسلامی.

## اهداف
اهداف این شورا عبارت‌اند از:
1. گسترش و نفوذ فرهنگ اسلامی در شئون جامعه و تقویت انقلاب فرهنگی و اعتلای فرهنگ عمومی
2. تزکیه محیط‌های علمی و فرهنگی از افکار مادی و نفی مظاهر و آثار غربزدگی از فضای فرهنگی جامعه
3. تحول دانشگاه‌ها، مدارس و مراکز فرهنگی و هنری براساس فرهنگ صحیح اسلامی، گسترش و تقویت هر چه بیشتر آن‌ها برای تربیت متخصصان متعهد، اسلام‌شناسان متخصص، مغزهای متفکر و وطن‌خواه، نیروهای فعال و ماهر، استادان، مربیان و معلمان معتقد به اسلام و استقلال کشور
4. تعمیم سواد، تقویت و بسط روح تفکر و علم‌آموزی و تحقیق و استفاده از دستاوردها و تجارب مفید دانش بشری برای نیل به استقلال علمی و فرهنگی
5. حفظ و احیا و معرفی آثار و مآثر اسلامی و ملی
6. نشر افکار و آثار فرهنگی انقلاب اسلامی، ایجاد و تحکیم روابط فرهنگی با کشورهای دیگر به ویژه با ملل اسلامی

## وظایف
از جمله وظایف شورای عالی انقلاب فرهنگی، می‌توان در سه حوزه سیاست‌گذاری، تدوین ضوابط و نظارت تقسیم‌بندی نمود.
تهیه و تدوین سیاست‌ها و طرح‌های راهبردی کشور در زمینه‌های مختلف فرهنگی از جمله در حوزه‌های زنان، تبلیغات، اطلاع‌رسانی، چاپ و نشر، بیسوادی، دانشگاه‌ها، برقراری روابط علمی و پژوهشی و فرهنگی با سایر کشورها، همکاری حوزه و دانشگاه، فعالیت‌های دینی و معنوی، تهاجم فرهنگی و سایر حوزه‌های فرهنگی مربوط از جمله وظایف سیاست‌گذاری این شورا محسوب می‌شود. شجویان از جمله وظایف این شورا می‌باشد. بررسی و تحلیل شرایط فرهنگی ایران و جهان، بررسی الگوهای توسعه و پیامدهای فرهنگی آن، بررسی وضع فرهنگ و آموزش کشور و نیز نظارت بر اجرای مصوبات شورا از جمله وظایف نظارتی شورای عالی انقلاب فرهنگی می‌باشد.

## تاریخچه
پیشینه تشکیل شورای عالی انقلاب فرهنگی به سال ۱۳۵۹ بازمی‌گردد که سال آغازین انقلاب فرهنگی محسوب می‌شود.

### ستاد انقلاب فرهنگی
در این سال، ستاد انقلاب فرهنگی با فرمان خمینی تشکیل شد. این ستاد بعدها به شورای عالی انقلاب فرهنگی شد. هسته هفت نفری که برای تشکیل این ستاد معرفی شدند عبارت بودند از:
- علی شریعتمداری
- محمدجواد باهنر
- محمدمهدی ربانی املشی
- حسن حبیبی
- عبدالکریم سروش
- شمس آل‌احمد
- جلال‌الدین فارسی

تربیت استاد و گزینش افراد شایسته برای تدریس در دانشگاه‌ها، گزینش دانشجو و اسلامی کردن جو دانشگاه‌ها و تغییر برنامه‌های آموزشی دانشگاه‌ها وظایفی بود که بر عهده این شورا قرار داشت. البته عبدالکریم سروش معتقد است که در گزینش استادان دانشگاه ستاد انقلاب فرهنگی تنها نقش ناظر را داشته و در بسیاری از موارد در جریان اخراج استادان نبوده است. در مقابل، برخی از منتقدان چنین ادعایی را نمی‌پذیرند و معتقدند که این امر بر اساس آئین‌نامه مصوب ستاد انقلاب فرهنگی و توسط هیئت‌هایی زیر نظر ستاد انقلاب فرهنگی انجام شده است و فرد یا سازمان دیگری نمی‌تواند مسئول این اقدام باشد. عملکرد این ستاد در این دوران از جهت تأخیر در بازگشایی دانشگاه‌ها همیشه مورد انتقاد بوده است و به عنوان نقطه ضعف آن یاد می‌شود.
در شهریور ۱۳۶۲ این ستاد با دستور خمینی ترمیم شد و افراد دیگری نیز به آن اضافه شدند. اعضای این ستاد عبارت بودند از:
1. سید محمد خاتمی از تاریخ ۱۳۶۲/۶/۸ تا ۱۳۶۳/۹/۱۹
2. محمدرضا مهدوی کنی از تاریخ ۱۳۶۲/۶/۸ تا ۱۳۶۳/۹/۱۹
3. ایرج فاضل اوایل شهریور ۶۳ تا ۱۳۶۳/۹/۱۹
4. غلامحسین رحیمی شعرباف از تاریخ ۱۳۶۲/۶/۸ تا ۱۳۶۳/۹/۱۹
5. محمدعلی نجفی از تاریخ ۱۳۶۲/۶/۸ تا ۱۳۶۳/۹/۱۹
6. صادق واعظ‌زاده از تاریخ ۱۳۶۲/۶/۸ تا ۱۳۶۳/۹/۱۹
7. محمد رحمتی اواخر مهر ۶۳ تا ۱۳۶۳/۹/۱۹
8. حسن حبیبی از تاریخ ۱۳۱۳/۳/۲۳۵۹ تا ۱۳۶۳/۹/۱۹
9. محمدجواد باهنر از تاریخ ۱۳۶۲/۶/۸ تا زمان کشته شدن در ۸ شهریور ۱۳۶۰
10. احمد احمدی: از تاریخ ۱۳۶۰/۱۱/۲ تا ۱۳۶۳/۹/۱۹
11. محمدمهدی ربانی املشی از تاریخ ۱۳۵۹/۳/۲۳ تا ۱۳۶۲/۶/۸
12. شمس آل‌احمد از تاریخ ۱۳۵۹/۳/۲۳ تا ۱۳۶۲/۶/۸
13. عبدالکریم سروش از تاریخ ۱۳۶۲/۶/۸ تا ۱۳۶۳/۹/۱۹
14. علی شریعتمداری از تاریخ ۱۳۶۲/۶/۸ تا ۱۳۶۳/۹/۱۹
15. جلال‌الدین فارسی از تاریخ ۱۳۵۹/۳/۲۳ تا ۱۳۶۲/۶/۸

خمینی در ۱۹ آذر ۱۳۶۳ بر ستاد انقلاب فرهنگی ترمیم عمده‌ای انجام داد و با ترکیب متفاوت ستاد انقلاب فرهنگی به شورای عالی انقلاب فرهنگی تبدیل شد.

### تشکیل شورای عالی انقلاب فرهنگی
در سال ۱۳۶۱ در پی ناهماهنگی‌هایی که در اثر تداخل وظایف ستاد انقلاب فرهنگی و وزارت فرهنگ و آموزش عالی پیش می‌آمد، طرحی از سوی وزیر وقت تقدیم هیئت دولت شد که پس از تصویب در دولت، به‌صورت لایحه با قید یک فوریت تقدیم مجلس شد. اما تأسیس شورای عالی انقلاب فرهنگی عملاً به ۱۹ آذر ۱۳۶۳ بازمی‌گردد. سید روح‌الله خمینی در این روز، طی پیامی فرمان تأسیس شورای عالی انقلاب فرهنگی را صادر نمود. در بخشی از این پیام چنین آمده است:
خروج از فرهنگ بدآموز غربی و نفوذ و جایگزین شدن فرهنگ آموزنده اسلامی، ملی و انقلاب فرهنگی در تمام زمینه‌ها در سطح کشور آن چنان محتاج تلاش و کوشش است که برای تحقق آن سالیان دراز باید زحمت کشید و با نفوذ عمیق ریشه دار غرب مبارزه کرد. اینک با تشکر از زحمات ستاد انقلاب فرهنگی برای هر چه بارورتر شدن انقلاب در سطح کشور، تقویت این نهاد را لازم دیدم بدین جهت علاوه بر کلیه افراد ستاد انقلاب فرهنگی و رؤسای محترم سه قوه، حجج اسلام آقای خامنه‌ای، آقای اردبیلی و آقای رفسنجانی و همچنین جناب حجت‌الاسلام آقای مهدوی کنی و آقایان کاظم اکرمی وزیر آموزش و پرورش و رضا داوری و نصرالله پورجوادی و محمدرضا هاشمی را به آنان اضافه نمودم.

### در دوران رهبری سید علی خامنه‌ای
شورای عالی انقلاب فرهنگی فعالیت خود را در این دوران همانند قبل استمرار داد و اعضای خود را کمابیش با همان ترکیب قبلی حفظ نمود. در سال ۱۳۷۵ سید علی خامنه‌ای ترکیب جدیدی برای شورا انتخاب نمود.
در تاریخ ۱۷ خرداد ۱۳۹۰ خامنه‌ای اعضای شورا را منصوب کرد. در این فهرست دو عضو افتخاری (احمد جنتی و حسن حبیبی) و دو عضو تازه نیز حضور داشتند و نیز برخی از جمله میرحسین موسوی از فهرست حذف شدند. در بخش حقوقی نیز تغییراتی اعمال شد، از جمله وزارت ورزش و جوانان افزوده شد.
آخرین بار در تاریخ ۲۶ مهر ۱۳۹۳ اعضاء حقوقی و حقیقی این شورا همچون دورهٔ گذشته با اضافه شدن معاون برنامه‌ریزی و نظارت راهبردی رئیس‌جمهور و معاون رئیس‌جمهور در امور زنان و خانواده و رئیس دفتر تبلیغات اسلامی به اعضای حقوقی برای یک دوره ۳ ساله دیگر منصوب گریدند.

### تحریم‌ها
۲۰ مارس ۲۰۲۳ اتحادیه اروپا ششمین بسته تحریم‌های خود را علیه شورای عالی انقلاب فرهنگی و ۸ تن از مقامات جمهوری اسلامی به دلیل «نقض جدی حقوق بشر در ایران»، «نفرت‌پراکنی» علیه زنان، تصویب طرح‌هایی برای تحدید آزادی‌های زنان و پخش اعترافات اجباری بازداشت‌شدگان ارائه داد و آنان را در فهرست تحریم‌های خود قرار داد.

## عملکرد
بهائیان نمی‌توانند در دانشگاه‌ها و مراکز آموزش عالی ثبت نام کنند لذا در صورت مشاهده ضمن گزارش امر از ثبت نام ایشان جداً خودداری به عمل آورده و در صورت ثبت نام شدن اخراج گردند— شورای عالی انقلاب فرهنگی، بی‌بی‌سی فارسی

### محرومیت از تحصیل بهائیان
این شورا با صدور مصوبه‌ای در ۶ اسفند ۱۳۶۹ مانع از تحصیل بهائیان در دانشگاه‌ها و مراکز عالی شده است. در بند سوم آن دقیقاً نوشته شده که باید از ثبت نام بهائیان در دانشگاه‌ها جلوگیری به عمل آید و چنانچه هویت بهائی فردی هنگام تحصیل احراز گردد باید از تحصیل محروم شود.

### اسلامی کردن دانشگاه‌ها
سیدعلی خامنه‌ای در دوران دولت اکبر هاشمی رفسنجانی از اسلامی شدن دانشگاه‌ها سخن گفت. او تأکید کرد که اسلامی شدن دانشگاه‌ها نباید به موضوعاتی مانند پوشش دانشجویان محدود شود. پس از دستور خامنه‌ای برای اسلامی شدن دانشگاه‌ها بار دیگر موضوع اسلامی شدن علوم شدت گرفت و در برخی دانشگاه‌ها نشست‌هایی با این هدف برگزار می‌شد.
فرهنگستان علوم اسلامی که در دهه ۶۰ و زیر نظر جامعه مدرسین حوزه علمیه قم تشکیل شده بود، توسط منیرالدین شیرازی به شکل دیگری احیا شد. این فرهنگستان با هدف اسلامی کردن علوم تشکیل شده بود اما به دلیل تطبیق نداشتن خط اقتصادی اعضای جامعه مدرسین حوزه علمیه قم با دولت که تحت حمایت آیت‌لله خمینی بود تعطیل شد. همچنین منیرالدین شیرازی نیزاز این جامعه اخراج شد. دلیل اخراج او نیز از سوی اعضای جامعه مدرسین «ضعف علمی» اعلام شده است. موضوع اسلامی شدن علوم در دولت محمود احمدی‌نژاد نیز دنبال شد و تا دولت بعد نیز ادامه داشت. حسن روحانی در سال ۱۳۹۶ گفت: «عده‌ای در کشور ما سال‌ها وقت صرف کردند تا ریاضی، شیمی و فیزیک اسلامی درست کنند؛ ایشان پول، وقت و امکانات زیادی صرف کردند، اما حاصلی به دست نیاوردند». در مقابل صادق لاریجانی در پاسخ گفت: «اینکه گفته شود علم دینی نداریم، استدلال سخیفی است».

### بازنشسته کردن استادان
در دولت محمود احمدی‌نژاد بازنشسته کردن اجباری استادان آغاز شد و گروهی از استادان باسابقه بازنشسته شدند. در کنار این طرح وارد کردن حداقل سه هزار نفر از استادان حامی حکومت به دانشگاه آغاز شد. همچنین موضوع «بورسیه‌های غیرقانونی» نیز یکی از اقدامات دولت وقت برای وارد کردن این افراد به سیستم آموزشی دانشگاه‌ها بود.

### جداسازی جنسیتی
بر اساس مصوبه شورای عالی انقلاب فرهنگی در سال ۱۳۶۶، دانشجویان زن و مرد باید در کلاس‌های درس، در ردیف‌های جداگانه بنشینند. کامران دانشجو وزیر علوم وقت گفته است که مسوول اجرای این طرح روسای دانشگاه‌ها هستند. روزنامه تایمز لندن در گزارشی نوشته است که سعید عاملی دبیر پیشین شورای عالی انقلاب فرهنگی در تدوین و تصویب قوانین سختگیرانه در زمینه حجاب اجباری نقش داشته است.

### اسلامی‌سازی علوم انسانی
سیدعلی خامنه‌ای در دی ۱۳۹۶ ذر جمع تعدادی از استادان و اعضای هیئت علمی دانشگاه‌های ایران گفته بود که آموزش بسیاری از رشته‌های علوم انسانی در دانشگاه‌ها باعث بی‌اعتقادی دانشجویان به تعالیم الهی و اسلامی می‌شود.
بسیاری از علوم انسانی مبتنی بر فلسفه‌هایی است که مبانی آنها مادی گری و بی اعتقادی به تعالیم الهی و اسلامی است و آموزش این علوم موجب بی اعتقادی به تعالیم الهی و اسلامی می‌شود و آموزش این علوم انسانی در دانشگاه‌ها منجر به ترویج شکاکیت و تردید در مبانی دینی و اعتقادی خواهد شد.— سیدعلی خامنه‌ای
او تحصیل حدود دو میلیون نفر از سه و نیم میلیون دانشجو در ایران در رشته‌های علوم انسانی را مایه نگرانی دانسته بود زیرا به گفته وی «توانایی مراکز علمی و دانشگاه‌ها در زمینه کار بومی و تحقیقات اسلامی در علوم انسانی و همچنین تعداد استادان مبرز و معتقد به جهان بینی اسلامی رشته‌های علوم انسانی در حد این تعداد دانشجو نیست.»
او از دولت، مجلس و شورای عالی انقلاب فرهنگی خواسته بود به این موضوع رسیدگی کنند. پس از آن، شورای عالی انقلاب فرهنگی به پژوهشگاه علوم انسانی مأموریت داد تا خواسته‌های سیدعلی خامنه‌ای را پیگیری کند. رئیس پژوهشگاه علوم انسانی وزارت علوم در ۵ آذر ۱۳۹۰ گفت: «با توجه به کاستی‌های متعدد رشته‌های علوم انسانی درکشور که روز آمد و مناسب فرهنگ ایرانی اسلامی نبود و با توجه به دغدغه‌های جدی رهبری، این دروس مورد بازنگری قرار گرفت. در بازنگری دروس سعی شده است که تهیه سرفصل‌ها در چارچوب ارزش‌های اسلامی، اهداف بلند مدت کشور و راهبردهای کلان کشور مورد توجه قرار بگیرد.» او گفته است که ۵۵۵ درس از میان ۳۸ رشته علوم انسانی دانشگاه‌ها بازنگری شده است و بیشتر این تغییرات در علوم اجتماعی بوده است.

### سند تحول بنیادین آموزش و پرورش
دخالت سیدعلی خامنه‌ای در آموزش و پرورش در دولت محمود احمدی‌نژاد و حسن روحانی پررنگ‌تر شد. سند تحول بنیادین آموزش و پرورش، از جمله اسناد بالادستی نظام جمهوری اسلامی بود که با دستور رهبر جمهوری اسلامی و در شورای عالی انقلاب فرهنگی در سال ۱۳۸۹ تدوین شد. این سند در سال ۱۳۹۰ به تصویب اعضای شورای عالی انقلاب فرهنگی رسید و برای اجرا به وزارت آموزش و پرورش ابلاغ شد. علی خامنه‌ای در اردیبهشت ۱۳۹۳ گفته‌بود که نظام آموزش و پرورش ایران از تقلید از نظام‌های آموزش و پرورش غربی پدید آمده است. او همچنین گفت: «یک تحوّل اساسی لازم بود در فضای آموزش و پرورش؛ چه از لحاظ قالب، چه از لحاظ محتوا.» در هدف کلان دوم این سند آمده که نظام آموزشی ایران باید «زمینه‌سازی برای اقتدار و مرجعیت علمی و تکوین تمدن اسلامی ایرانی در راستای تحقق جامعه جهانی عدل مهدوی» باشد.

#### تغییرات گسترده در کتاب‌های آموزشی مدارس
جایی نیاز داشتیم محسن حججی را مطرح کنیم و این بر حافظ و سعدی اولویت داشت.— مدیر گروه ادبیات فارسی دفتر تألیف کتب درسی
حذف بخشی از اشعار فارسی از کتاب ادبیات و همچنین حذف بخشی از تاریخ و هویت ایرانی از کتاب‌های درسی از جمله حذف مقبره کوروش از کتاب عربی یازدهم و حذف نام خسرو انوشیروان از کتاب سوم دبستان، بخشی از تغییراتی بوده که پس از اجرای این سند در کتاب‌های درسی انجام شده است. حذف بخش‌هایی از کتاب‌های تاریخ مدارس در مورد سوابق دخالت‌های روسیه در ایران از دیگر موضوعاتی دیگری بود که مورد توجه افکار عمومی قرار گرفت. غزلی از سایه، شعری از شفیعی کدکنی، داستان موسی و شبان، رباعیات خیام، داستان حلاج تذکره الاولیا، داستان بزرگ علوی و نام ایرج میرزا از جمله مواردی است که در کتاب‌های مدارس در ایران حذف شده است. در مقابل آثاری از نویسندگان و شاعران نزدیک به نظام جمهوری اسلامی، مطالبی در خصوص دشمنی با آمریکا، محسن حججی و کشته‌شدن قاسم سلیمانی در کتاب‌های درسی اضافه شدند. حسین قاسم‌پور مقدم، مدیر گروه ادبیات فارسی دفتر تألیف کتب درسی در آبان ۱۳۹۸ گفته‌بود: «جایی نیاز داشتیم محسن حججی را مطرح کنیم و این بر حافظ و سعدی اولویت داشت.»

### مخالفت با سند ۲۰۳۰ یونیسکو
مخبر دزفولی، یکی از دبیران شورای انقلاب فرهنگی در فروردین ۱۳۹۶ گفت: «شورای عالی انقلاب فرهنگی، مفاد سند ۲۰۳۰ یونسکو را به دقت تحلیل و بررسی کرده و معتقدیم این سند در موارد زیادی با مبانی ارزشی و عقیدتی ما مباینت (ناسازگاری) دارد.». اجرای این سند با دستور مستقیم سیدعلی خامنه‌ای متوقف شد. یکی از اختلاف‌های عمده بین سند تحول بنیادین آموزش و پرورش، و سند ۲۰۳۰ یونسکو، آموزش زنان است. در حالی که در سند تحول بنیادین آموزش و پرورش، نامی از جنسیت و زن نیامده، در سند ۲۰۳۰، طبق هدف‌های سازمان ملل، یکی از سرفصل‌ها «برابر سازی فرصت‌های آموزشی برای زنان و دختران» است.

### مخالفت با گسترش زبان انگلیسی
سیدعلی خامنه‌ای در سال ۱۳۹۵ از ترویج زبان انگلیسی در نهادهای آموزشی ایران انتقاد کرد و گفت «اکنون کار به جایی رسیده است که آموزش زبان انگلیسی به مهد کودک‌ها کشیده شده است». پس از آن اما مقامات آموزش و پرورش اعلام کردند که قرار است زبان‌های دیگر خارجی نیز در مدارس آموزش داده شود. همچنین دبیر شورای انقلاب فرهنگی نیز پس از آن گفت «اینکه ما زبان دوم کشور را به انگلیسی منحصر کنیم اصلاً کار درستی نیست. باید از بان‌های پرجمعیت دنیا در دانشگاه‌ها و مدارس استفاده کنیم و این موضوع باید در دستور کار شورای عالی انقلاب فرهنگی قرار گیرد.»

### تغییرات در کنکور ۱۴۰۲ و به بعد
با مصوبه جدید این شورا در سازوکار پذیرش دانشجو، معدل دوره دبیرستان سهم ۶۰ درصد و کنکور سهم ۴۰ درصدی خواهد داشت که از کنکور ۱۴۰۲ اجرائی شده است. این طرح با مخالفت گسترده دانش آموزان سراسر کشور و تعداد زیادی از کارشناسان و نماینده گان مجلس روبه رو شد اما شورا بدون اعتنا به نظراکثریت مصوبه را اجرایی کرد.

### صدور بیانیه دربارهٔ لزوم و اهمیت رعایت حجاب
شورای عالی انقلاب فرهنگی پس از خیزش ۱۴۰۱ ایران و کشته‌شدن مهسا امینی توسط گشت ارشاد در بیانیه‌ای با تأکید بر لزوم و اهمیت رعایت حجاب از همهٔ نهادهای مسئول خواست که علاوه بر عمل به وظایف قانونی خود، در درجهٔ اول بر اساس دیدگاه اسلام و قانون جمهوری اسلامی دربارهٔ زن و مسئلهٔ حجاب به تحکیم مبانی اعتقادی به ویژه نسل جوان به رعایت حجاب کمک کنند و در برخورد با بی‌حجابی مراقب باشند در دامی که به گفته آنان دشمنان طراحی کرده‌اند گرفتار نشوند.

## مؤسسات، نهادها و شوراهای تشکیل شده توسط شورا

### مؤسسات
- فرهنگستان زبان و ادب فارسی
- فرهنگستان علوم
- فرهنگستان علوم پزشکی
- فرهنگستان هنر
- جهاد دانشگاهی
- دانشگاه آزاد اسلامی
- مرکز نشر دانشگاهی
- سازمان مطالعه و تدوین کتب علوم انسانی دانشگاه‌ها (سمت)
- سازمان مدارس غیرانتفاعی و مشارکت‌های مردمی
- انجمن آثار و مفاخر فرهنگی
- دفتر جذب نخبگان
- شورای جذب خبرگان بدون مدرک دانشگاهی
- هیئت مرکزی گزینش استاد
- هیئت مرکزی گزینش دانشجو
- کمیته مرکزی انضباطی دانشجویان
- کمیته مطالعه و برنامه‌ریزی آزمون ورودی دانشگاه
- کمیته بررسی و ارزیابی دائمی وضع آموزش در کشور
- سازمان دانش‌آموزی جمهوری اسلامی ایران
- مرکز تألیف و ترجمه و نشر آثار هنری
- هیئت حمایت از کرسیهای نظریه‌پردازی[۳۹]

### نهادها
- کمیسیون مشورتی شورای عالی انقلاب فرهنگی
- هیئت نظارت و ارزیابی فرهنگی و علمی شورای عالی انقلاب فرهنگی
- هیئت نظارت و بازرسی شورای عالی انقلاب فرهنگی
- مرکز دریافت گزارش عملکرد دستگاه‌های مشمول اصل ۵۰ اصول سیاست فرهنگی کشور[۳۹]

### شوراها

#### شوراهای اقماری وابسته
- شورای توسعه فرهنگ قرآنی (مصوبه جلسه ۶۴۳ شورای عالی انقلاب فرهنگی)(منتقل شده به سازمان تبلیغات/ دیگر تحت نظارت شورای عالی انقلاب فرهنگی نیست)

#### شوراهای اقماری مرتبط
- شورای گسترش زبان و ادبیات فارسی
- شورای عالی برنامه‌ریزی وزارت بهداشت، درمان و آموزش پزشکی
- شورای عالی جوانان
- شورای فرهنگ عمومی
- شورای عالی اطلاع‌رسانی
- شورای عالی آموزشهای علمی - کاربردی
- شورای پژوهشهای علمی کشور
- شورای عالی برنامه‌ریزی وزارت علوم، تحقیقات و فناوری
- شورای هدایت استعدادهای درخشان
- شورای تدوین کتابهای تعلیمات دینی مدارس
- شورای تغییر بنیادی نظام آموزش و پرورش
- شورای نظارت بر ساخت، طراحی، واردات و توزیع اسباب بازی کودکان
- شورای هماهنگی تشکل‌های دانش آموزی
- شورای نظارت بر انتخاب، ساخت و نصب مجسمه و یادمان در میدان‌ها و اماکن عمومی
- شورای اسلامی شدن مراکز آموزشی[۴۰]

#### شورای فرهنگی اجتماعی زنان و خانواده
«شورای فرهنگی اجتماعی زنان و خانواده شورای عالی انقلاب فرهنگی» در تیر ۱۳۶۷ تأسیس شد. سیاستگذاری و برنامه‌ریزی کلان، در مسایل فرهنگی و اجتماعی زنان و ایجاد هماهنگی‌های لازم در این امور از برنامه‌های این شورا اعلام گردیده است.
طرح توسعه فرهنگ عفاف و حجاب از مصوبات این شورا بود که در فروردین ۱۳۸۲ در دوران ریاست جمهوری خاتمی و ریاست خاتمی بر شورای عالی انقلاب فرهنگی تصویب شد ولی پس از روی کار آمدن دولت محمود احمدی‌نژاد به دستگاه‌ها ابلاغ گردید. بر اساس این طرح پلیس حق تعیین پوشش مردم را یافته است.
طرح ارتقای امنیت اجتماعی و آیین‌نامه اجرایی اصول و سیاست‌های بهینه‌سازی حضور زن در سینما توسط دولت احمدی‌نژاد با استناد به مصوبات این شورا اجرا گردید. در حال حاضر فهیمه فرهمندپور ریاست این شورا را بر عهده دارد و پیشتر کبری خزعلی و زهرا آیت‌اللهی رئیس این شورا بوده‌اند.

## دیدگاه‌های منتقد
عملکرد شورای عالی انقلاب فرهنگی در طول سال‌های مختلف موافقان و مخالفان زیادی داشته است.
- یکی از مهم‌ترین انتقاداتی که برخی از منتقدان مطرح کرده‌اند، وارد شدن شورای عالی انقلاب فرهنگی به حیطه قانون‌گذاری است. این منتقدان اعتقاد دارند که‌شان این شورا، یک شان کلان‌نگر و مشورتی است و می‌بایست سیاست‌گذاری‌های کلان فرهنگی را در چارچوب مصالح ملی کشور انجام دهد؛ درحالی که این شورا به تصویب مقرراتی می‌پردازد که به اعتقاد منتقدان، خارج از چارچوب وظایف این شورا است.[۱۱] در این زمینه انتقادات مختلفی در مورد مصوبات شورای عالی انقلاب فرهنگی مطرح شده است که از آن جمله می‌توان به مصوبه این شورا در مورد ضوابط استفاده از شبکه‌های اطلاع‌رسانی اینترنتی اشاره نمود. (محدودیت حداکثر نرخ انتقال اطلاعات تا ۱۲۸kb/s برای کاربران خانگی) منتقدان معتقدند که این مصوبه محدودیت‌هایی را در مورد دسترسی کاربران به اینترنت فراهم می‌کند.
- همچنین یکی دیگر از انتقادات مطرح‌شده از سوی منتقدان، تداخل وظایف این شورا با وزارت علوم، تحقیقات و فناوری می‌باشد. به اعتقاد برخی از کارشناسان، این تداخل (به‌طور مثال در مورد انتخاب رؤسای دانشگاه‌ها و نحوه برگزاری کنکور) مشکلاتی را در زمینه انجام امور اجرایی آموزش عالی در کشور ایجاد نموده است.[۴۳]
- برخی از حقوقدانان نیز معتقدند که اگرچه دراوایل انقلاب به دلیل اوضاع نابسامان دانشگاه‌ها تأسیس این شورا توسط روح‌الله خمینی منطقی بود اما با پا گرفتن نهادهای فرهنگی در کشور دیگر ادامه کار شورا منطق ندارد و وجود این شورا ناقض قانون اساسی و قوانین عادی است و نوعی دخالت رهبری در مسئولیت‌های قوه مجریه است ومی توان گفت که هرچه درامور فرهنگی رخ می‌دهد مسوولش رهبری است نه قوه مجریه چه با استمرار این شورا و امضا مصوبات آن توسط رهبری مسئولیت مستقیماً برعهده رهبری است. مگر آنکه شورا صرفاً واضع سیاست‌های کلی درامور فرهنگی باشد که در صلاحیت رهبری است.[۴۴][۴۵]

## اعضای کنونی
اعضای این شورا به دو دسته اعضای حقیقی و حقوقی تقسیم می‌شوند که هر پنج سال یک‌بار تغییر می‌کنند. تعیین اعضای این شورا توسط رهبری صورت می‌گیرد و بنابر صلاحدید رهبر جمهوری‌اسلامی ایران، تعداد اعضای این شورا متغیر بوده و گاه کاهش یا افزایش می‌یابد. اعضای غیر دائم شامل مسئولان دستگاه‌های دیگر به تناسب موضوع دعوت شده و با حق رای در شورا شرکت می‌کنند.

### اعضا
تا تاریخ ۲۸ فروردین ۱۴۰۴، ترکیب اعضای این شورا به‌صورت زیر است:
| ر                                        | نام                                 |              |
| رؤسای سه قوه                             | رؤسای سه قوه                        | رؤسای سه قوه |
| ---------------------------------------- | ----------------------------------- | ------------ |
| ۱                                        | مسعود پزشکیان (رئیس)                |              |
| ۲                                        | محمدباقر قالیباف (نایب‌رئیس اول)     |              |
| ۳                                        | غلامحسین محسنی اژه‌ای (نایب‌رئیس دوم) |              |
| وزیر فرهنگ و ارشاد اسلامی                |                                     |              |
| ۴                                        | سید عباس صالحی                      |              |
| وزیر علوم، تحقیقات و فناوری              |                                     |              |
| ۵                                        | حسین سیمایی صراف                    |              |
| وزیر آموزش و پرورش                       |                                     |              |
| ۶                                        | علیرضا کاظمی                        |              |
| معاون امور زنان و خانواده رئیس‌جمهور      |                                     |              |
| ۷                                        | زهرا بهروزآذر                       |              |
| رئیس سازمان صداوسیما                     |                                     |              |
| ۸                                        | پیمان جبلی                          |              |
| رئیس سازمان تبلیغات اسلامی               |                                     |              |
| ۹                                        | محمد قمی                            |              |
| رئیس شورای فرهنگی اجتماعی زنان و خانواده |                                     |              |
| ۱۰                                       | فهیمه فرهمندپور                     |              |

| ر  | نام                            |
| -- | ------------------------------ |
| ۱  | سید سعیدرضا عاملی              |
| ۲  | علیرضا اعرافی                  |
| ۳  | ایمان افتخاری                  |
| ۴  | امیرحسین بانکی پورفرد          |
| ۵  | حمید پارسانیا                  |
| ۶  | عادل پیغامی                    |
| ۷  | غلامعلی حداد عادل              |
| ۸  | حسن رحیم‌پور ازغدی              |
| ۹  | علی‌اکبر رشاد                   |
| ۱۰ | محمدحسین ساعی                  |
| ۱۱ | ابراهیم سوزنچی کاشانی          |
| ۱۲ | منصور کبگانیان                 |
| ۱۳ | علی لاریجانی                   |
| ۱۴ | محمود محمدی عراقی              |
| ۱۵ | محمدرضا مخبر                   |
| ۱۶ | سید مرتضی میرباقری             |
| ۱۷ | صادق واعظ‌زاده                  |
| ۱۸ | احمد واعظی                     |
| ۱۹ | عبدالحسین خسروپناه (دبیر شورا) |

## دبیران
دبیرخانهٔ شورای عالی انقلاب فرهنگی با هدف کارشناسی هرچه بهتر مصوبات شورای عالی و پشتیبانی علمی، پژوهشی تشکیل شد که علاوه بر نقش اداری و پشتیبانی علمی و پژوهشی، نظارت و ارزیابی و هماهنگی و پیگیری اجرایی شدن مصوبات شورا را نیز بر عهده دارد. در زیر فهرست اسامی دبیران این شورا از ابتدا تاکنون آمده است:
| ر. | نام                     | آغاز دوره       | مدت تصدی           | شماره جلسه آغازین | تعداد جلسات دوره | رئیس‌جمهور      | م.     |
| -- | ----------------------- | --------------- | ------------------ | ----------------- | ---------------- | -------------- | ------ |
| ۱  | محمدرضا هاشمی گلپایگانی | ۲۷ فروردین ۱۳۶۴ | ۸ سال ۴ ماه ۶ روز  | ۱۸                | ۲۹۴              | خامنه‌ای        |        |
| ۱  | محمدرضا هاشمی گلپایگانی | ۲۷ فروردین ۱۳۶۴ | ۸ سال ۴ ماه ۶ روز  | ۱۸                | ۲۹۴              | هاشمی رفسنجانی |        |
| ۲  | سید مصطفی میرسلیم       | ۲ شهریور ۱۳۷۲   | ۳ سال ۵ ماه ۱روز   | ۳۱۲               | ۷۸               |                |        |
| ۳  | محمدعلی کی‌نژاد          | ۲ بهمن ۱۳۷۵     | ۸ سال ۱۱ ماه ۵ روز | ۳۹۰               | ۱۸۵              |                |        |
| ۳  | محمدعلی کی‌نژاد          | ۲ بهمن ۱۳۷۵     | ۸ سال ۱۱ ماه ۵ روز | ۳۹۰               | ۱۸۵              | خاتمی          |        |
| ۳  | محمدعلی کی‌نژاد          | ۲ بهمن ۱۳۷۵     | ۸ سال ۱۱ ماه ۵ روز | ۳۹۰               | ۱۸۵              | احمدی‌نژاد      |        |
| ۴  | محمدرضا مخبر دزفولی     | ۶ دی ۱۳۸۴       | ۱۳ سال ۷ روز       | ۵۷۵               | ۲۴۲              |                |        |
| ۴  | محمدرضا مخبر دزفولی     | ۶ دی ۱۳۸۴       | ۱۳ سال ۷ روز       | ۵۷۵               | ۲۴۲              | روحانی         |        |
| ۵  | سید سعیدرضا عاملی       | ۱۲ دی ۱۳۹۷      | ۴ سال ۱۶ روز       | ۸۱۷               | ۵۹               |                |        |
| ۵  | سید سعیدرضا عاملی       | ۱۲ دی ۱۳۹۷      | ۴ سال ۱۶ روز       | ۸۱۷               | ۵۹               | رئیسی          |        |
| ۶  | عبدالحسین خسروپناه      | ۲۷ دی ۱۴۰۱      | در حال تصدی        | ۸۷۶               |                  | رئیسی پزشکیان  | [ ۵۲ ] |